# St. Louis Cardinals

Cap Logo

St. Louis Cardinals is een Amerikaanse honkbalclub uit St. Louis, Missouri. De club werd opgericht in 1882.
De Cardinals (destijds als de St. Louis Brown Stockings) vormden met vijf andere clubs de American Association (AA) in 1882. In 1883 werd de naam gewijzigd in de St. Louis Browns. In 1892 stapte men over naar de National League en in 1899 veranderde men de naam in de St. Louis Perfectos. In 1900 werd de huidige naam St. Louis Cardinals aangenomen. De National League is sinds 1903, samen met de American League, onderdeel van de Major League Baseball. Van 1969 tot en met 1993 speelden de Cardinals in de East Division. Vanaf 1994 speelt de club in de Central Division van de National League. Het stadion van de Cardinals is het Busch Stadium III (geopend in 2006), dat plaats biedt aan 43.975 toeschouwers. De St. Louis Cardinals hebben elf keer de World Series gewonnen: in 1926, 1931, 1934, 1942, 1944, 1946, 1964, 1967, 1982, 2006 en 2011. In totaal hebben de Cardinals negentien keer de World Series finale gespeeld. De laatste keer in 2013 werd er met 2 - 4 verloren van de Boston Red Sox.

## Erelijst
In 1882 als St. Louis Brown Stockings, van 1883 t/m 1898 als St. Louis Browns, in 1899 als St. Louis Perfectos, en van 1900 t/m heden als St. Louis Cardinals.
- Winnaar World Series (11×): 1926, 1931, 1934, 1942, 1944, 1946, 1964, 1967, 1982, 2006, 2011
- Runners-up World Series (8×): 1928, 1930, 1943, 1968, 1985, 1987, 2004, 2013
- Winnaar American Association (professionele honkbal competitie van 1882 t/m 1891) (4×): 1885, 1886, 1887, 1888
- Winnaar National League (19×): 1926, 1928, 1930, 1931, 1934, 1942, 1943, 1944, 1946, 1964, 1967, 1968, 1982, 1985, 1987, 2004, 2006, 2011, 2013
- Winnaar National League Central (12×): 1996, 2000, 2002, 2004, 2005, 2006, 2009, 2013, 2014, 2015, 2019, 2022
- Winnaar National League East (3×): 1982, 1985, 1987
- Winnaar National League Wild Card (van 1994 t/m heden) (3×): 2001, 2011, 2012
- National League Wild Card Game (van 2012 t/m 2019 en 2021) (2×): 2012, 2021
- National League Wild Card Series (2020 en sinds 2022) (2×): 2020, 2022